# Tablillas de maldición de Bath
Las tablillas de maldición de Bath son un conjunto de unas 130 tablillas de maldición de época romana (o defixiones en latín) descubiertas en 1979-1980 en la ciudad inglesa de Bath. Las tablillas invocan la intercesión de la diosa Sulis Minerva en la devolución de bienes robados y para maldecir a los autores de los robos. Escritas en su mayor parte en latín británico, han servido para atestiguar la lengua vernácula cotidiana de la población romano-británica de los siglos II al IV. También han sido reconocidas por la Unesco en su Programa Memoria del Mundo.

## Descubrimiento y descripción

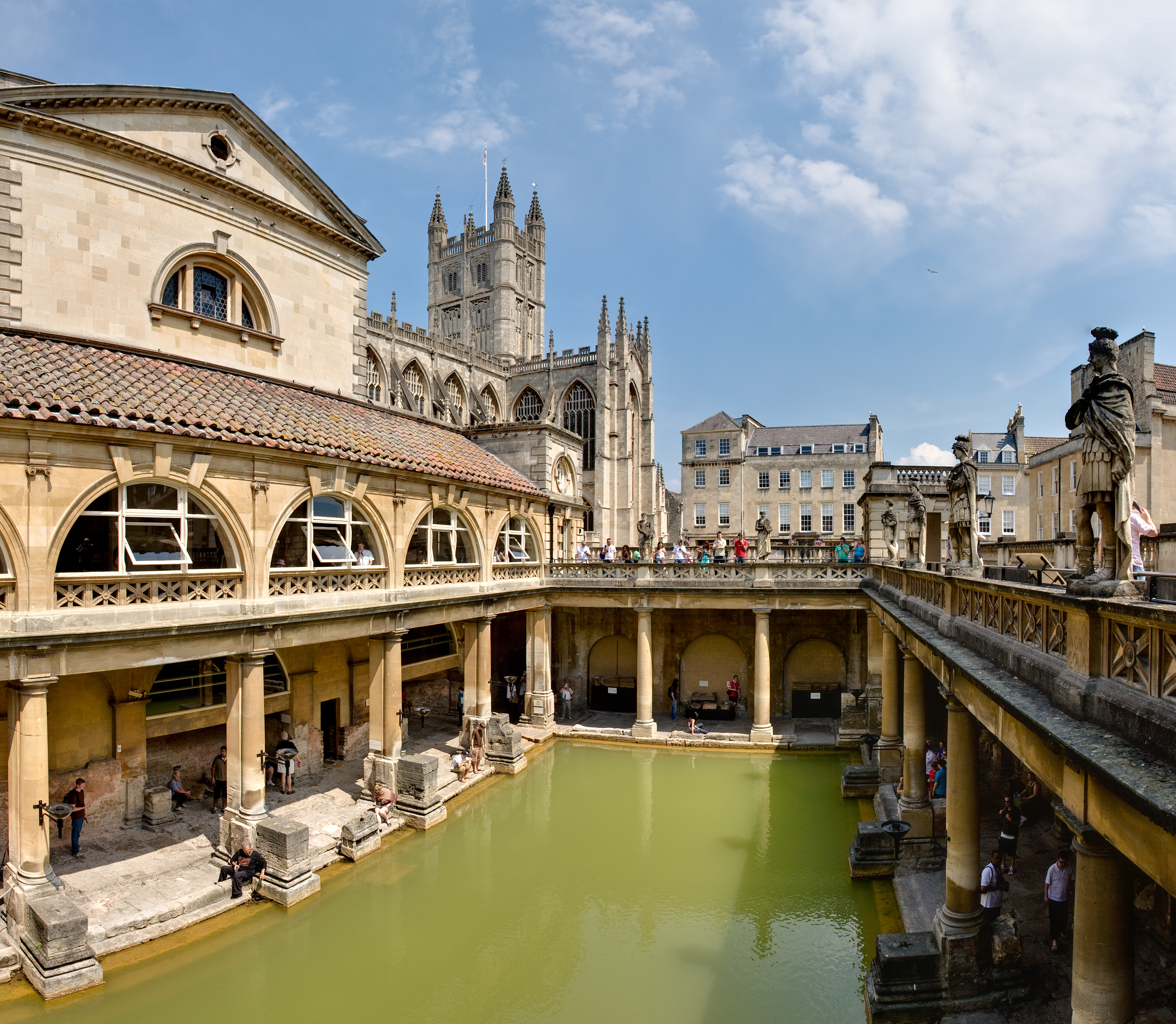
Termas romanas de Bath; toda la estructura sobre el nivel de las bases de los pilares es post-romana

Los baños y el templo romanos dedicados a la diosa Sulis Minerva en la ciudad inglesa de Bath (fundada por los romanos como Aquae Sulis) fueron excavados entre 1978 y 1983 por un equipo dirigido por Barry Cunliffe y Peter Davenport. En 1979-1980 se descubrieron alrededor de 130 tablillas en la excavación del Manantial Sagrado bajo el Baño del Rey. El manantial había sido desviado temporalmente para facilitar la excavación, revelando una gran cantidad de artículos de la época romana, incluyendo las tablillas.
Las tablillas, algunas en estado fragmentario, eran pequeñas y rectangulares e inicialmente se supuso que estaban hechas de plomo, aunque los análisis metalúrgicos posteriores revelaron que, de hecho, están hechas de plomo y estaño, con trazas ocasionales de cobre. Algunas de las tablillas se fundieron bajo presión en láminas delgadas y flexibles con un acabado tan liso como el papel, mientras que otras parecen haber sido sacadas a martillazos de un bloque fundido. La mayoría de las tablillas estaban inscritas, ya sea con mayúsculas romanas o con letra cursiva, pero la pericia de las letras variaba. Algunas de las tablillas tenían marcas que parecían ser una imitación analfabeta de las letras, por ejemplo líneas repetitivas de cruces o sietes, y otras estaban completamente en blanco.
Las inscripciones de las tablillas fueron publicadas en su totalidad en 1988 por el historiador Roger Tomlin. Las tablillas están expuestas públicamente en el Museo de las Termas Romanas en Bath.

## Inscripciones

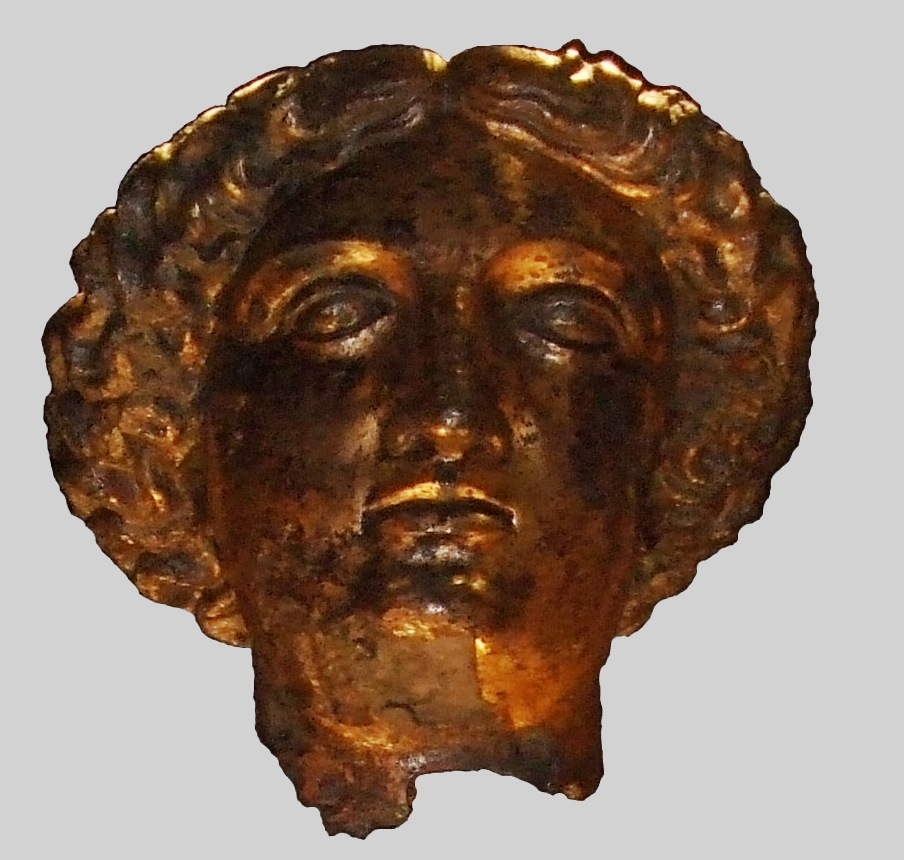
Cabeza de bronce de Sulis Minerva, a quien iban dirigidas las tablillas de maldición, encontrada en su templo en Bath

Las tablillas fueron identificadas como tablillas de maldición, datadas en los siglos II al IV. Este tipo de tablillas son pequeñas láminas de metal inscritas con maldiciones contra determinadas personas y se utilizaron en la magia popular de todo el mundo romano.

### Idioma
La mayoría de las inscripciones están en latín coloquial, y específicamente en el latín vulgar de la población romano-británica, conocido como latín británico. Dos de las inscripciones están en un idioma que no es el latín, aunque usan letras romanas, y pueden estar en un idioma celta. Si así fuera, serían los únicos ejemplos escritos de una antigua lengua céltica británica; sin embargo, todavía no hay consenso académico sobre su desciframiento.

### Contenido
Todas menos una de las 130 tablillas se refieren a la restitución de bienes robados y son un tipo de tablilla de maldición conocida como oraciones por la justicia. Los robos que se denuncian son generalmente de posesiones personales en las termas como joyas, piedras preciosas, dinero, artículos domésticos y especialmente ropa. El robo en los baños públicos parece haber sido un problema común, ya que se trataba de un estereotipo literario romano muy conocido y existían leyes severas para castigar a los autores. La mayoría de los depositantes de las tablillas (las víctimas de los robos) parecen haber sido de las clases sociales más bajas.
Por lo general, las inscripciones siguen la misma fórmula, lo que sugiere que fue tomada de un manual: se declara que el objeto robado ha sido transferido a una deidad, de modo que la pérdida se convierte en la pérdida de la deidad; se nombra al sospechoso y, en 21 casos, también a la víctima; la víctima pide entonces a la deidad que vislumbre las aflicciones al ladrón (incluida la muerte) no como castigo sino para inducir al ladrón a devolver los objetos robados. La deidad cuya ayuda se invocaba es Sulis, y las tablillas fueron depositadas por las víctimas en su fuente sagrada.

### Ejemplos
Un ejemplo típico dice:

Solinus a la diosa Sulis Minerva. Doy a su divinidad y majestad [mi] túnica y capa de baño. No permitas el sueño o la salud a quien me ha hecho mal, ya sea hombre o mujer o esclavo o libre, a menos que se revele y traiga esos bienes a tu templo.

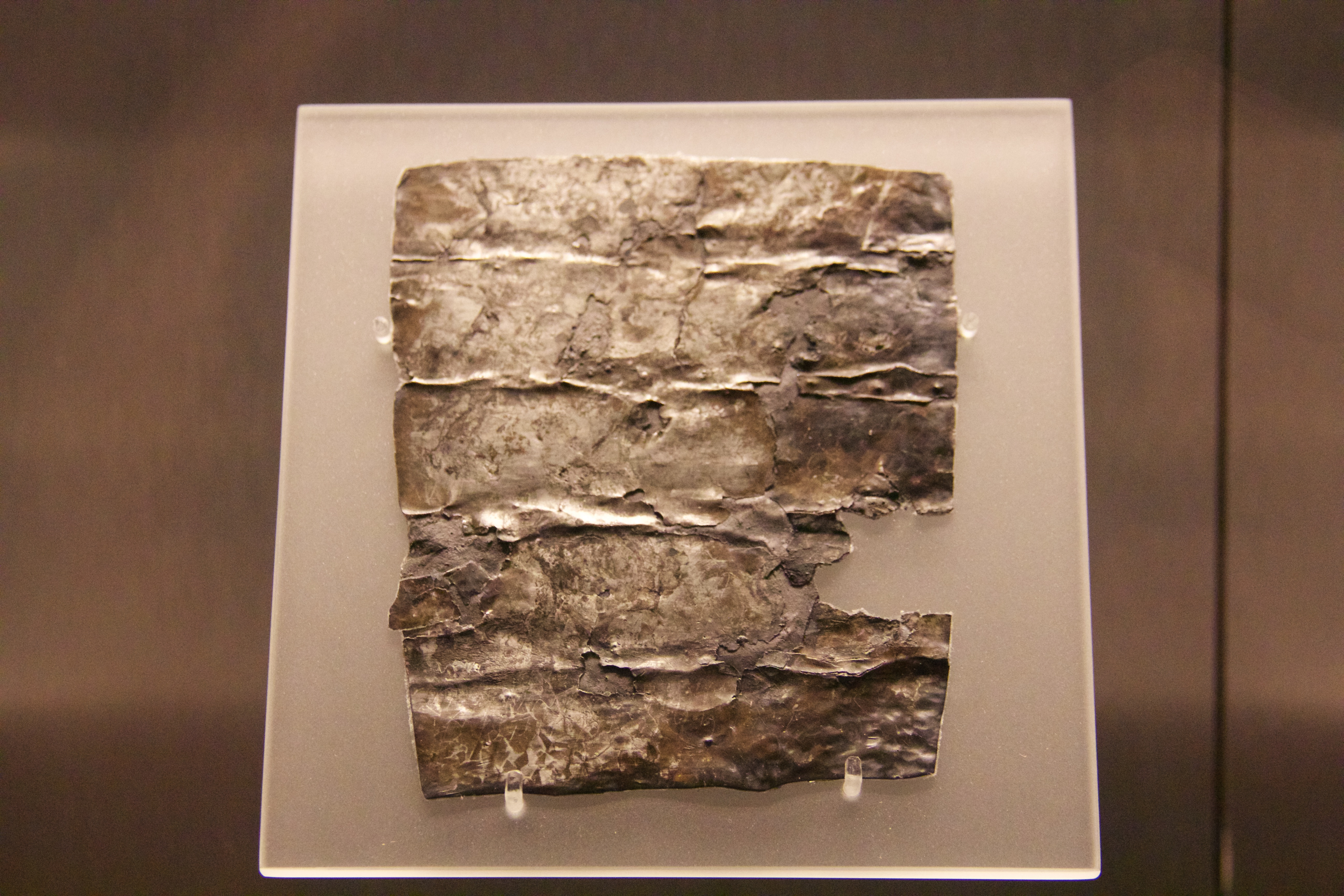
Tablilla de maldición con denuncia por robo de una capa y una túnica de baño

La fórmula «sea hombre o mujer o esclavo o libre» es típica, y el siguiente ejemplo es inusual en dos aspectos. Primero, añade las palabras «ya sea pagano o cristiano», y segundo, el texto fue escrito en letras invertidas:

Ya sea pagano o cristiano, hombre o mujer, niño o niña, esclavo o libre, quien me haya robado a mi, Annianus [hijo de] Matutina (?), seis monedas de plata de mi bolso, tú, Señora Diosa, debes exigirle [las monedas]. Si por algún engaño me ha dado... y no se lo des a él, sino que considéralo como (?) la sangre de aquel que me ha invocado.

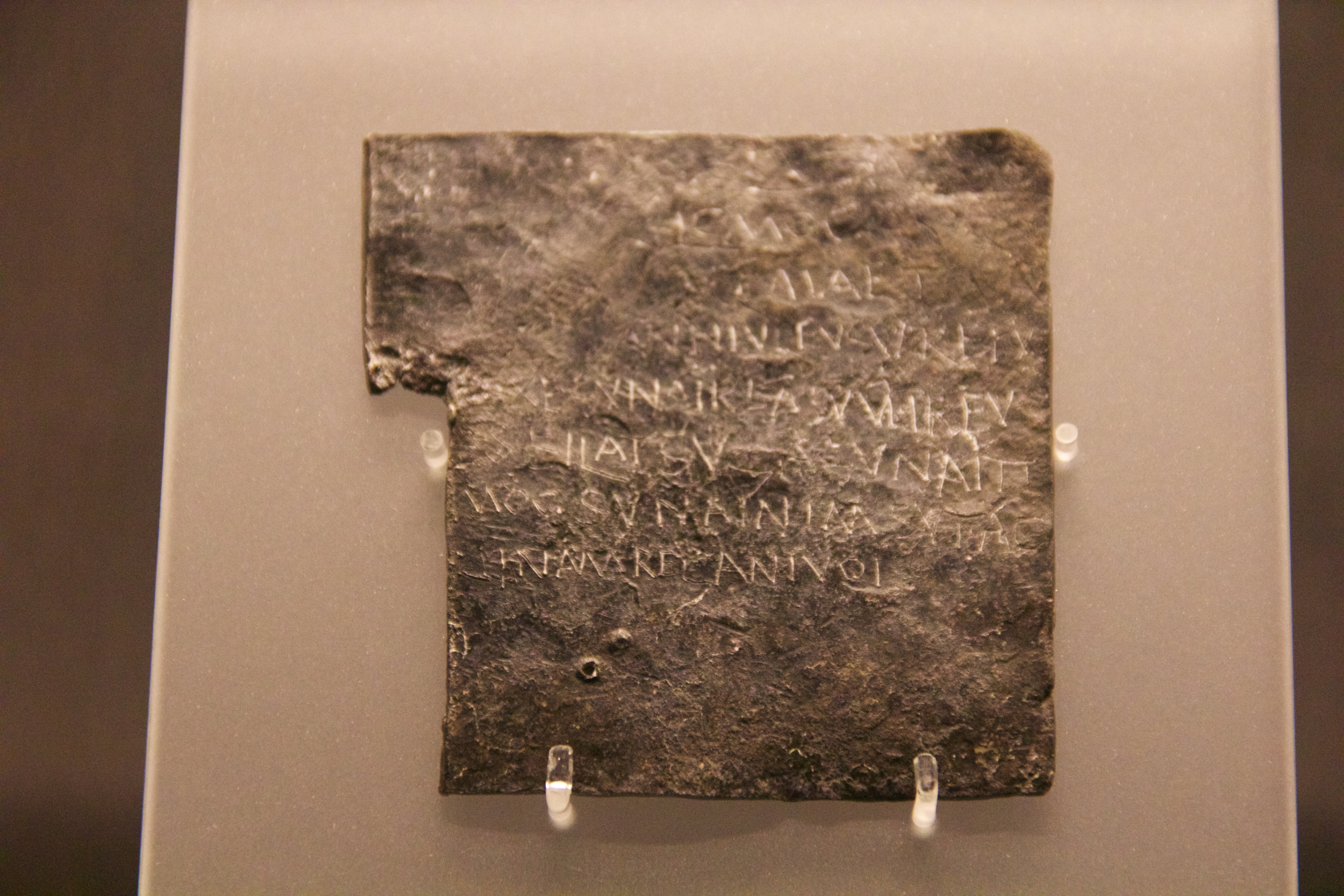
Tablilla de maldición con la denuncia del robo de Vilbia

Muchos nombran a los sospechosos de ser ladrones:

He dado a la diosa Sulis las seis monedas de plata que he perdido. La diosa debe exigirlas a los nombres escritos más abajo: Senicianus, Saturninus y Anniola.

Algunas de las inscripciones son muy específicas en las aflicciones solicitadas y revelan la intensidad de la ira de la víctima:

Docimedis ha perdido dos guantes y pide que el ladrón responsable pierda la cabeza y los ojos en el templo de la diosa.

Que el que me quitó Vilbia se haga líquido como el agua. Que ella, que la devoró tan obscenamente, se vuelva tonta.

...mientras alguien, ya sea esclavo o libre, guarde silencio o sepa algo al respecto, puede ser maldecido en (su) sangre, y ojos y cada miembro e incluso tener todos (sus) intestinos bastante carcomidos si ha robado el anillo o ha estado al tanto (del robo).

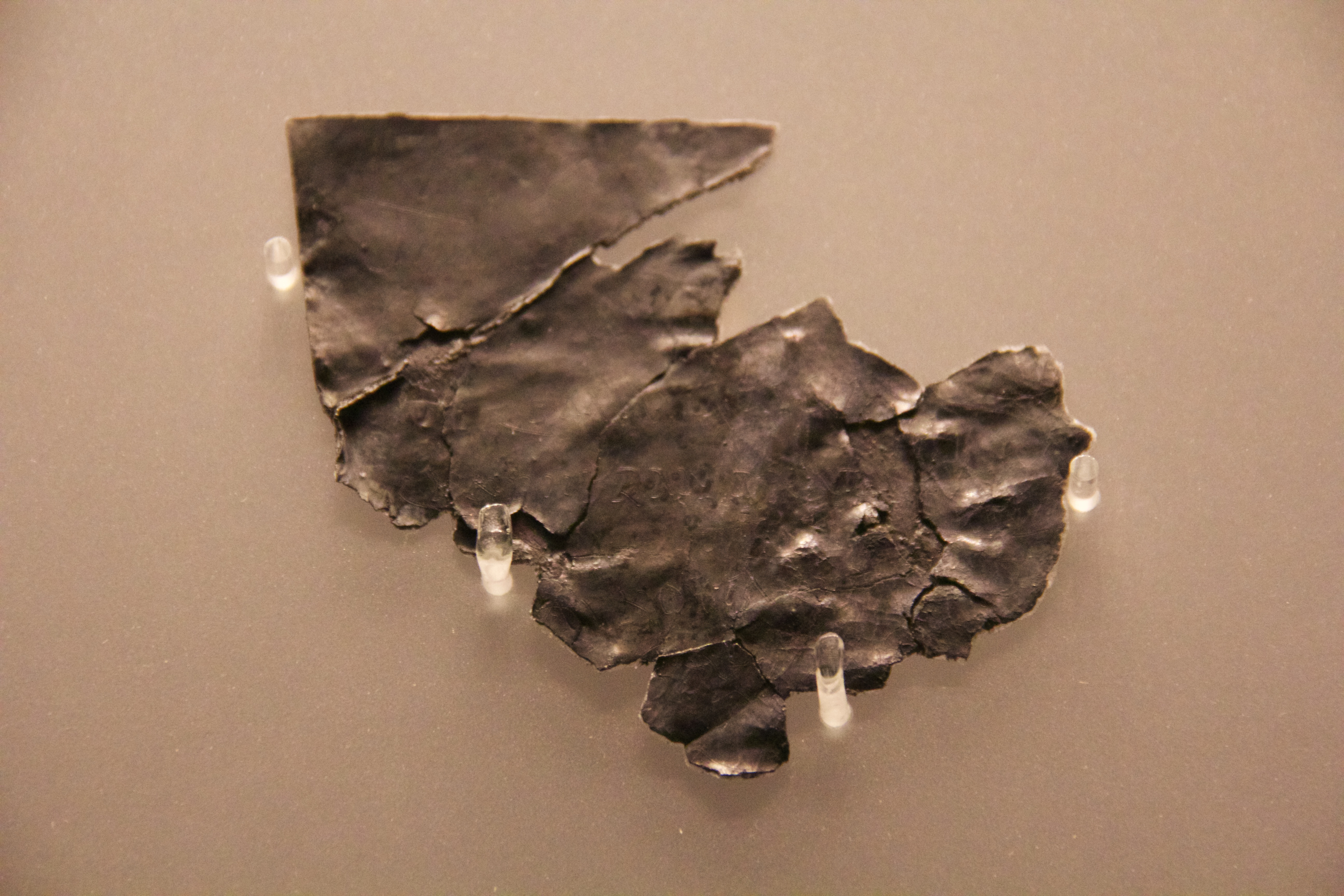
Tablilla de maldición con posible texto escrito en celta británico

Una de las supuestas inscripciones celtas británicas ha sido traducida como:

Los adjuntos - Deuina, Deieda, Andagin, (y) Uindiorix - he atado

Una traducción alternativa de la inscripción anterior es:

Que yo, Windiorix por/en la derrota de Cuamena (alt. convocada a la justicia) la mujer sin valor, oh divina Deieda.

## Importancia

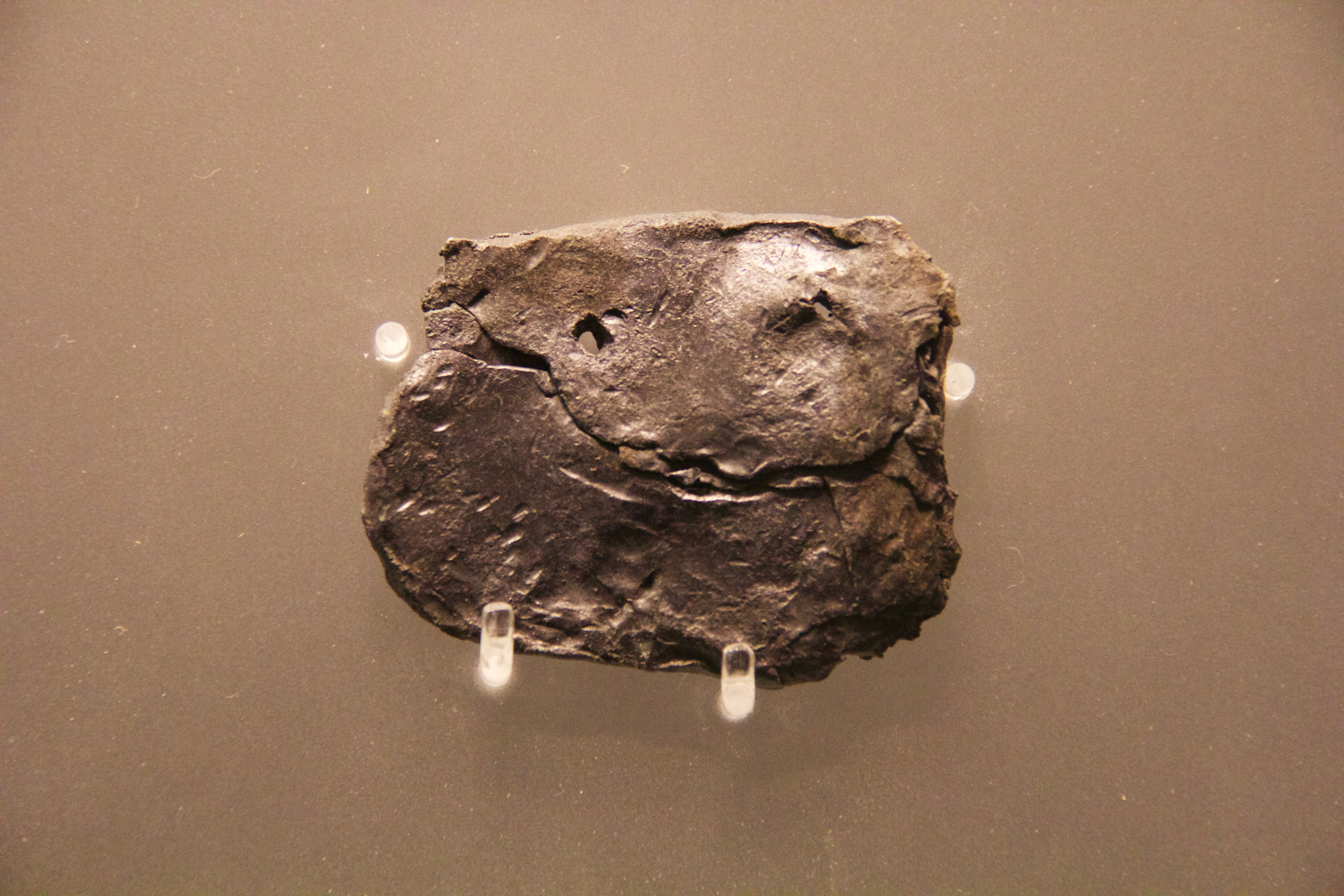
Tablilla de maldición doblada

Las tablillas de maldición de Bath son el registro más importante de la religión romano-británica publicado hasta ahora. Las tablillas de maldición son de particular utilidad para evidenciar el latín vulgar del habla cotidiana, y, desde su publicación en 1988, las inscripciones de Bath se han utilizado como prueba de la naturaleza del latín británico. Además, el contenido de las inscripciones se ha utilizado como prueba de la actitud popular hacia el delito y el sistema de justicia.
En 2014, las tablillas de maldición de Bath fueron reconocidas por la Unesco en su Programa Memoria del Mundo.